# Турецкий бастион

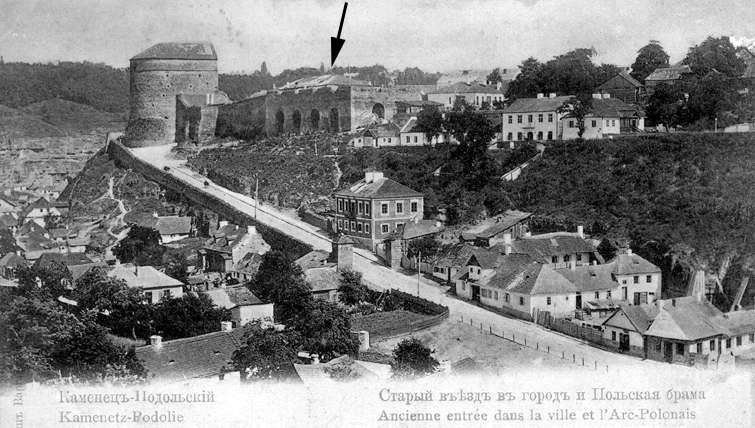
Турецкий бастион (показано стрелкой) на открытке начала XX века. Слева от него — башня Стефана Батория

Туре́цкий бастио́н — оборонительное сооружение в «Старом городе» Каменец-Подольского. Памятник градостроительства и архитектуры Украины национального значения. Как отмечают специалисты, «в истории фортификации города памятник является одним из примеров логического завершения стратегически важного на различных этапах оборонительного пункта». Бастион входил в систему северо-западных укреплений Каменец-Подольского (эти укрепления имеют ещё название «Верхние Польские ворота»). Турецкий бастион — значительное по размерам арочное сооружение. Имеет четыре прогона. Другие названия — пушечный рондель, девичий рондель, форт Дальке.

## История памятника
Укрепления в этом месте, чрезвычайно удобном для обстрела дороги, ведущей в город, существовали и ранее. Турки, которые в 1672 году захватили Каменец-Подольский, усовершенствовали его фортификацию, использовав камень из разрушенного монастыря доминиканок. Жители Каменца-Подольского с иронией называли укрепления «девичьими горшками».
В 1753 году немецкий инженер Христиан Дальке, который был комендантом крепости, провёл реконструкцию укреплений. Отсюда ещё одно их название — форт Дальке. В начале XIX века по проекту военного инженера Дементия Мелещенова на бастионе был построен провиантный магазин (склад). Каменные своды казематных помещений, которые стали разрушаться в начале XIX века, укрепили каменными и деревянными столбами, а затем полностью переложили. После этого помещения казематов стали использовать под склады.
В 1856 году местный театрал Ян Пекарский приспособил магазин на бастионе под театр. Первые пять лет пьесы ставились на польском языке, а с 1861 года — на русском. Киевский журналист, в 1863 году посетивший Каменец-Подольский, писал: «Ещё одно из общественных удовольствий — театр — был почти закрыт. Там ставились сентиментальные российские пьесы — такие как „Параша-сибирячка“. Места оставались пустыми, кроме мест для некоторых руководителей города и военных, но и там было невесело. Театр размещался в какой-то старинной пристройке к городской стене, буфет тесный и ничтожный — полная скука».
В мае 1918 года театр сгорел. Теперь только по фотографии Степана Николаева можно увидеть, каким был тогдашний каменецкий театр. Вместе с ним исчез и небольшой Театральный переулок, который проходил здесь.
Турецкий бастион сплошным каменным забором соединялся с Ветряными воротами. В начале XX века, чтобы улучшить условия проезда, участок оборонительной стены, примыкавшей к Ветряным воротам с запада, разобрали на ширину проезда.
В 1965 году на бастионе были проведены консервационные работы.

## Архитектурные особенности
Бастион в плане почти квадратный со стороной 35,5 метра. Западная и южная стены выполнены аркадами: 4-хпрогонная — с запада и 2-хпрогонная — с юга. Высота бастиона со стороны южной аркады более 11 м, со стороны западной — более 9 м. Противоположная сторона бастиона со стороны города была вдвое ниже (теперь её разрушенные остатки засыпаны).
Четыре помещения древних казематов имеют в плане анфиладную структуру. Размеры помещений одинаковы: ширина 6 м, длина 9 м. Вход в них был через каменный тамбур при угловом каземате (теперь заложен). Все помещения каземата перекрыты коробчатыми сводами и на половину своей высоты засыпаны.